# مجمع‌الجزایر گالاپاگوس
مجمع‌الجزایر گالاپاگوس گروه-جزیرهای آتشفشانی در اقیانوس آرام، در ۹۲۶ کیلومتری غرب اکوادور می‌باشد. این گروه-جزیره بر روی خط استوا قرار گرفته و از لحاظ جغرافیای سیاسی بخشی از اکوادور محسوب می‌شود. جزایر گالاپاگوس و آب‌های اطراف آن یکی از استان‌های اکوادور و همچنین یک پارک ملی و یک منطقه محافظت شده دریایی را تشکیل می‌دهند. زبان رسمی در این جزایر اسپانیایی است و جمعیت آن‌ها کمی بیش از ۲۵٬۰۰۰ نفر می‌باشد.

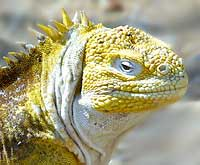
سوسمار ایگوانا (با نام علمی Conolophus subcristatus) در گروه-جزیره گالاپاگوس

شهرت این جزایر به خاطر گونه‌های جانوری و گیاهی منحصربه‌فردی است که در این جزایر یافت می‌شوند. این گونه‌ها توسط چارلز داروین و طی سفر دریایی بیگل (بر عرشه کشتی بریتانیایی‌ای به همین نام متعلق به نیروی دریایی سلطنتی) مورد مطالعه قرار گرفتند. مشاهدات و نمونه‌برداری‌های وی در طول این سفر نقش اصلی را در شکل‌گیری نظریهٔ مشهور داروین به نام مقدمه‌ای بر نظریه فرگشت به‌وسیلهٔ انتخاب طبیعی بوده است.
اولین ورود ثبت شده به این جزایر مربوط به سال ۱۵۳۵ میلادی و زمانی است که یک کشیش اهل دومینیکن به نام فری توماس دو برلانگا برای حل یک اختلاف ما بین فرانسیسکو پیزارو و افسران تحت فرمانش به پرو رفت. دوبرلانگا در ابتدا مسیر خود را گم کرد ولی در نهایت به مناطق تحت سیطره اسپانیا بازگشت و وضعیت جزایر و موجودات زنده ساکن آن‌ها را برای دیگران توصیف کرد. اولین نقشهٔ این جزایر به دست آمبروس کولی در سال ۱۶۸۴ ترسیم شد؛ او که دزدی دریایی بود از نام دوستان خود و یک نجیب‌زاده انگلیسی که به آن‌ها کمک می‌کرد برای نامگذاری جزایر استفاده کرد. هم‌اکنون دولت اکوادور از نام‌های اسپانیایی برای نامگذاری بیشترِ آن‌ها استفاده می‌کند. هرچند با وجود داشتن نام‌های رسمی، بسیاری افراد، به‌ویژه دانشمندان، همچنان از نام‌های قدیمیِ انگلیسی که چارلز داروین به کار برده استفاده می‌کنند. این جزیره از نظر عجایبِ طبیعی یکی از جالب‌ترین نقاط دنیاست.
این جزیره‌ها به عنوان یکی از میراث جهانی توسط سازمان یونسکو انتخاب شده‌اند.

## موقعیت جغرافیایی
جزایر گالاپاگوس در شرق اقیانوس آرام در ۹۷۳ کیلومتری سواحل غربی آمریکای جنوبی قرار گرفته است. نزدیک‌ترین خشکی به این جزایر در ۹۲۶ کیلومتری شرق آن و سرزمین اصلی کشور اکوادور است که این جزایر به آن تعلق دارد.
عرض جغرافیایی این جزایر بین ۱ درجه و ۴۰ دقیقهٔ شمالی و ۱ درجه و ۳۶ دقیقهٔ جنوبی و طول جغرافیایی آن‌ها بین ۸۹ درجه و ۱۶ دقیقه غربی و ۹۲ درجه و ۱ دقیقه غربی می‌باشد. خط استوا از میان این جزایر عبور و آن‌ها را به دو قسمت نیمکره شمالی و نیمکره جنوبی تقسیم می‌کند. قله‌های آتشفشانی وولف و اکوادور در جزیره ایزابلا دقیقاً بر روی خط استوا واقع شده‌اند. فاصله خرده جزیره اسپانیولا در جنوبی‌ترین نقطه این گروه-جزیره، و جزیره داروین در شمالی‌ترین نقطه آن، ۲۲۰ کیلومتر است. با وجود قرار گرفتن جزایز در دو سمت خط استوا، سازمان آب‌نگاری بین‌المللی آن‌ها را جزئی از اقیانوس آرام جنوبی قلمداد می‌کند.
جزایر گالاپاگوس شامل ۷٬۸۸۰ کیلومتر مربع خشکی و ۴۵٬۰۰۰ کیلومتر مربع دریا می‌باشد. بزرگ‌ترین جزیره آن با نام ایزابلا دارای وسعتی برابر با ۵۸۲۷ کیلومتر مربع است و در حدود سه چهارم کل خشکی‌های این مجمع الجزایر را تشکیل می‌دهد. مرتفع‌ترین نقطه در این جزایر، قله آتشفشانی وولف با ارتفاع ۱٬۷۰۷ متری از سطح آب‌های آزاد، در جزیره ایزابلا واقع شده است گالاپاگوس از ۱۸ جزیره اصلی و ۳ جزیره فرعی و کوچک‌تر و همچنین ۱۰۷ صخره و جزیرک تشکیل شده است. این جزایر در برخوردگاه سه‌گانه گالاپاگوس (محل برخورد سه پوسته قاره‌ای) واقع شده‌اند. گروه جزیره گالاپاگوس بر روی پوسته قاره‌ای نازکا قرار گرفته که با سرعت ۶٫۴ سانتیمتر در سال در جهت شرق و جنوب شرقی به زیر پوسته قاره‌ای آمریکای جنوبی در حال حرکت است. این گروه-جزیره بر روی تفتگاه گالاپاگوس شگل گرفته‌اند. در این تفتگاه، پوسته زمین از قسمت زیرین بوسیله یک پدیده حرارتی با نام ستون گوشته‌ای ذوب شده و منجر به ایجاد آتشفشان می‌شود. نخستین شکل‌گیری جزایر در فاصله زمانی ۹۰ میلیون تا ۸ میلیون سال پیش تخمین زده شده است.
جزایر با قدمت طولانی‌تر که با گذشت زمان، از ستون گوشته‌ای فاصله گرفته، به صورت تدریجی به زیر سطح آب رفته‌اند. این در حالی است که جزایر جوان‌تر مانند ایزابلا و فرناندینا، هنوز در حال شکل‌گیری هستند. آخرین فوران آتشفشانی در جزیره فرناندینا در سال ۲۰۰۹ رخ داد که مواد مذاب را هم به ساحل و هم به کاسه آتشفشانی آن آتشفشان در حال فوران سرازیر کرد.

## آب و هوا
در بیشتر روزهای سال، دارای آب و هوا معتدل است و بارش باران در آنجا کم می‌باشد.

## جزایر اصلی

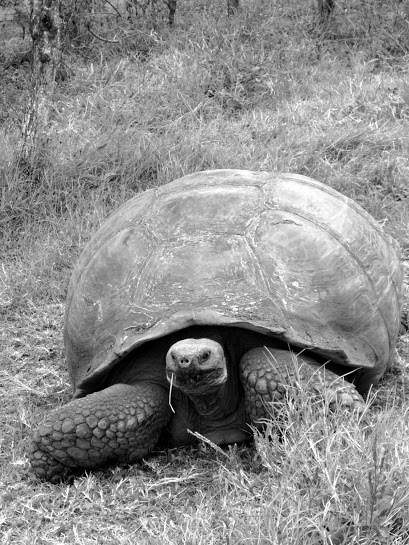
لاک‌پشت غول‌پیکر گالاپاگوس، جزیره سانتاکروز، سال ۲۰۱۳.

۱۸ جزیره اصلی (جزایر دارای وسعتی بالاتر از ۱ کیلومتر مربع) در گروه جزیره گالاپاگوس وجود دارند:
- جزیره بالترا یا سیمور جنوبی جزیره‌ای کوچک و مسطح در مرکز گالاپاگوس که بسیار خشک بوده و پوشش گیاهی آن محدود به اسفناج باغی، کاکتوس سرده‌ای و یک نوع درخت بومی منطقه آمریکای جنوبی به نام پالو سانتو می‌باشد. فرودگاه بالترا (سیمور) واقع در این جزیره تا سال ۱۹۸۶، تنها فرودگاه گالاپاگوس بود. در حال حاضر فرودگاه دیگری در جزیره سان کریستوبال وجود دارد. از آنجایی که فقط فرودگاه بالترا تسهیلات لازم برای پروازهای شبانه را داراست، پرواز هواپیماهای خصوصی به گالاپاگوس به مقصد این فرودگاه انجام می‌گیرد. پس از ورود به جزیره، مسافرین بوسیله اتوبوس به یکی از دو اسکله موجود انتقال می‌یابند. اسکله اول در خلیجی کوچک قرار گرفته که قایق‌های مسافرکش در آن منتظر ورود مسافرین هستند. اسکله دوم بالترا را به جزیره سانتا کروز متصل می‌کند. در سال‌های ۲۰۰۷ و ۲۰۰۸، فرودگاه بالترا تحت نوسازی قرار گرفت و رستوران‌ها و مغازه‌های جدید و همچنین بخش مخصوص مسافرین به آن افزوده شد.
- جزیره بارتولومه یک جزیره خرد آتشفشانی در فاصله اندکی از ساحل شرقی جزیره سانتیاگو در گروه-جزیره گالاپاگوس است که یکی از جزایر جوان این گروه جزیره محسوب می‌شود. نام این جزیره و خلیج سالیوان و جزیره سانتیاگو (جیمز) برگرفته از نام دوست صمیمی چارلز داروین، بارثولومیو جیمز سالیوان است که یک ستوان نیروی دریایی در کشتی اچ ام اس بیگل بود. امروزه به اشتباه از املای Sullivan به جای Sulivan استفاده می‌شود. این جزیره از معدود مکان‌هایی است که می‌توان پنگوئن گالاپاگوس را که تنها گونه پنگوئن ساکن بر روی خط استوا است، در آن یافت. لاک‌پشت سبز یکی دیگر از گونه‌های جانوری موجود در این جزیره است.
- جزیره داروین (کالپپر) نام این جزیره برگرفته از نام چارلز داروین است و دارای وسعتی برابر با ۰٫۴ کیلومتر مربع و حداکثر ارتفاع ۱۶۸ متر می‌باشد. در این جزیره می‌توان فک خزدار، فریگیت، ایگوانای دریایی، مرغ نوروزی دم چلچله‌ای، شیر دریایی، وال، لاک‌پشت دریایی، کودن پاقرمز و کودن نازکا را مشاهده نمود.
- جزیره اسپانیولا (هود) این جزیره به افتخار اسپانیا با این نام نامگذاری شد. نام دیگر آن هود است که برگرفته از نام دریابد بریتانیائی، ساموئل هود، می‌باشد. این جزیره دارای وسعتی برابر با ۲۳ کیلومتر مربع و حداکثر ارتفاع ۲۰۶ متر می‌باشد.
- جزیره فرناندینا (ناربورو) نام این جزیره به افتخار فرناندوی دوم، پادشاه آراگون که سفر دریائی کریستف کلمب را پشتیبانی مالی کرد، فرناندینا انتخاب شده است. وسعت این جزیره ۲۴۸ کیلومتر مربع و حداکثر ارتفاع آن ۱٬۴۹۴ متر می‌باشد.
- جزیره فلورینا (چارلز یا سانتا ماریا) نام این جزیره برگرفته از نام خوان خوزه فلورس، اولین رئیس‌جمهور اکوادور است که در دوران ریاست جمهوری وی، اکوادور مالکیت مجمع الجزایر گالاپاگوس را بدست آورد. نام دیگر آن یعنی سانتا ماریا برگرفته از نام یکی از کشتی‌های کریستف کلمب می‌باشد. مساحت آن ۱۷۳ کیلومتر مربع و حداکثر ارتفاع آن، ۶۴۰ متر است.
- جزیره جنووسا (تاور) نام آن برگرفته از نام شهر جنووا در ایتالیا است. این جزیره دارای مساحتی برابر با ۱۴ کیلومتر مربع و حداکثر ارتفاع ۷۶ متر است.
- جزیره ایسابلا (آلبمارل) این جزیره به افتخار ملکه ایزابلا نامگذاری شد. با مساحتی بالغ بر ۴٬۶۴۰ کیلومتر مربع، این جزیره بزرگ‌ترین جزیره در گالاپاگوس است. مرتفع‌ترین نقطه در این جزیره قله آتشفشان وولف با ارتفاع ۱٬۷۰۷ متر می‌باشد.
- جزیره مارچنا (بیندلو) نام این جزیره برگرفته از نام فری آنتونیو مارچنا بوده و دارای مساحت ۱۳۰ کیلومتر مربعی و حداکثر ارتفاع ۳۴۳ متر می‌باشد.
- جزیره سیمور شمالی نام این جزیره برگرفته از نام نجیب‌زاده انگلیسی، لرد هیو سیمور است و دارای مساحت ۱٫۹ کیلومتر مربع و حداکثر ارتفاع ۲۸ متر می‌باشد.
- جزیره پینزون (دانکن) نام این جزیره از نام برادران پینزون (ناخداهای کشتی‌های پینتا و نینا) برگرفته شده است. مساحت آن ۱۸ کیلومتر مربع و حداکثر ارتفاع آن ۴۵۸ متر می‌باشد.
- جزیره پینتا (آبینگدون) نام این جزیره برگرفته از کشتی پینتا بوده و دارای مساحت ۶۰ کیلومتر مربعی و حداکثر ارتفاع ۷۷۷ متر می‌باشد.
- جزیره رابیدا (جرویس) نام این جزیره برگرفته از نام صومعه رابیدا است. کریستف کلمب قبل از سفر دریایی خود، پسرش را به این صومعه سپرد. مساحت آن ۴٫۹ کیلومتر مربع و حداکثر ارتفاع آن ۳۶۷ کیلومتر مربع است.
- جزیره سان کریستوبال (چتم) نام این جزیره برگرفته از نام قدیس سنت کریستوفر و نام انگلیسی آن، برگرفته از نام ویلیام پیت، اولین ارل چتم است. مساحت آن ۵۵۸ کیلومتر مربع و حداکثر ارتفاع آن ۷۳۰ متر می‌باشد.
- جزیره سانتاکروز (ایندفتیگبل) سانتاکروز نام صلیب مقدس در زبان اسپانیولی است. نام انگلیسی جزیره برگرفته از نام کشتی جنگی بریتانیائی ایندفتیگبل، متعلق یه نیروی دریایی سلطنتی است. مساحت آن ۹۸۶ کیلومتر مربع و حداکثر ارتفاع آن، ۸۶۴ متر می‌باشد.
- جزیره سانتافه (بارینگتون) نام این جزیره برگرفته از نام شهری در اسپانیا بوده و دارای مساحتی برابر با ۲۴ کیلومتر مربع و حداکثر ارتفاع ۲۵۹ متر است.
- جزیره سانتیاگو (سان سالوادور، جیمز) نام این جزیره معادل نام سنت جیمز در زبان انگلیسی است. نام دیگر آن برگرفته از اولین جزیره کشف شده توسط کریستف کلمب در دریای کارائیب می‌باشد.
- جزیره ولف (ونمن) نام این جزیره برگرفته از نام زمین‌شناس آلمانی، تئودور وولف است و دارای مساحت ۱٫۳ کیلومتر مربع و حداکثر ارتفاع ۲۵۳ متر است.

## جزایر خرد
- جزیره دافنه (میجر) جزیره‌ای کوچک واقع شده در شمال جزیره سانتاکروز و غرب بالترا است. در نقشه‌ای که توسط آمبروس کولی در سال ۱۶۸۴ تهیه شد، این جزیره به صورت بدون نام به چشم می‌خورد.
- جزیره پلازای جنوبی که نام آن به افتخار رئیس‌جمهور پیشین اکوادور، ژنرال لئونیداس پلازا انتخاب شده است. مساحت آن ۰٫۱۳ کیلومتر مربع و حداکثر ارتفاع آن، ۲۳ متر می‌باشد.
- جزیره بی‌نام جزیره خردی است که بیشتر برای غواصی اسکوبا مورد استفاده قرار می‌گیرد.

## آب و هوا
با وجود اینکه مجمع الجزایر بر روی خط استوا واقع شده، جریان هامبالت آب‌های سرد را به این جزایر به همراه می‌آورد و این جریان باران‌های ریز مکرر را در بیشتر فصول سال را سبب می‌شود. آب و هوا به‌طور دوره ای تحت تأثیر رویدادهای ال نینیو می‌باشد که حدود هر ۳ تا ۷ سال رخ داده و توسط دمای گرم سطحی آب، افزایش سطح دریا، مواجتر شدن دریا و تقلیل مواد مغذی درون آب، مشخص می‌گردد.
در طول فصلی که گاروآ نامیده می‌شود (ژوئن تا نوامبر)، دمای آب حدود ۲۲ درجه سلسیوس (۷۲ درجه فارنهایت) می‌رسد. باد سردی به‌طور مداوم از جنوب و جنوب شرقی می‌وزد. بارش باران‌های دانه ریز مکرر در اکثر روزها ادامه یافته و مه غلیظ جزایر را غیرقابل رویت می‌کند. در طول فصل گرم (از دسامبر تا می) میانگین دمای آب تا ۲۵ درجه سلسیوس (۷۷ درجه فارنهایت) افزایش می‌یابد، هیچ بادی نمی‌وزد و هوا آفتابی بوده، باران به ندرت باریده اما در صورت بارش، باران شدید بوده.
با توجه به ارتفاع جزایر مختلف از سطح دریا، شرایط آب و هوایی نیز تغییر می‌کند. با افزایش ارتفاع از سطح دریا، دمای هوا کاهش می‌یابد در حالیکه بارش به دلیل تغلیظ رطوبت در ابرهای روی شیب‌ها افزایش می‌یابد. تفاوت فاحشی در میزان بارش بین مکان‌هایی با ارتفاعات مختلف به چشم می‌خورد، این تفاوت در بارش بین مکان‌های مختلف از جزایر و در فصول مختلف نیز قابل مشاهده است.

## سفر

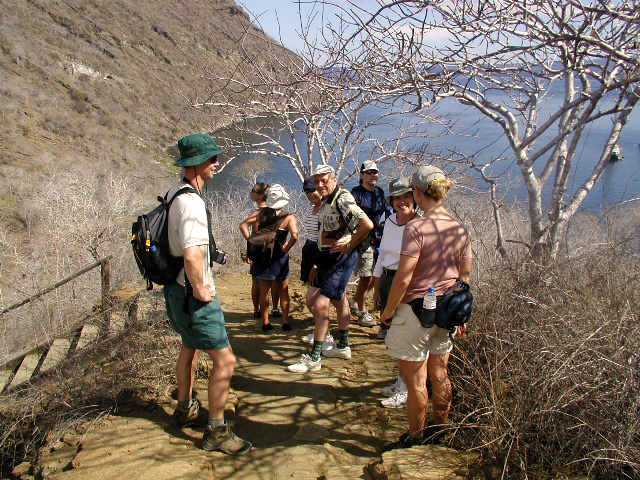
پیاده‌روی در خلیج تاگوس در جزیره ایزابلا گالاپاگوس

سفرهای هوایی به گالاپاگوس دارای گزینه‌های محدودی می‌باشد، سن کریستوبال (فرودگاه سن کریستوبال) و بالترا (فرودگاه سیمور). هواپیماهای بخش خصوصی باید از فرودگاه واقع در بالترا استفاده کرده که این فرودگاه مجهز به اقامتگاه‌هایی هستند که در طول شب پرواز دارند. فرودگاه سیمور در بالترا اخیراً برای جای دادن هواپیماهای بزرگتر بازسازی شده است. (۲۰۱۲–۲۰۱۳)
تا سال ۱۹۶۹ تنها پروازهای خصوصی و پروازهایی که دارای پروانه و صلاحیت رسمی بودند، اجازه ورود به فرودگاه را داشتند. تا آوریل سال ۱۹۶۹ که هتل جنگلی نلسونن گالاپاگوس اولین تورها را برنامه‌ریزی کرد، هیچ پرواز معمولی به این فرودگاه وجود نداشت. بلافاصه بعد از آن تورها، آژانس‌های مسافرتی دیگر شروع به ارائه خدمات تور و گردشگری با کشتی‌ها و کروزها نمودند و ماهیگیران محلی قایق‌های کوچک و چوبی خود را تبدیل به قایق‌های گردشگری برای مسافران کردند. این کشتی‌ها اصلی‌ترین راه برای اقامت‌های طول شب در گالاپاگوس بودند. امروزه حدود ۸۵ قایق تفریحی و کشتی که مجهز به جای خواب برای مسافران برای سفرهای طول شب موجود است. همچنین بالترا برای پذیرا بودن مسافران در طول شب نیازمند اخذ اجازه‌نامه از ارتش دولت می‌باشد. در دیگر جزایر قابل سکونت نیز اردو زدن را در سواحل به منظور وسیله تفریح افراد محلی، امکان‌پذیر گردیده شده است. تمامی اجازه‌های این اردوگاه‌ها محدود به تعداد افراد و شب‌های اقامت می‌باشد که حداکثر سه شب اجازه کمپ زنی داده می‌شود.
هتل‌های روی سطح زمین در جزایر دارای سکنهٔ سن کریستوبال، سانتا کروز، فلورآنا و ایزابلا دایر شده‌اند. تا سال ۲۰۱۲ بیش از نیمی از مسافران گالاپاگوس توسط تورهای روزانه و در این هتل‌های کوچک از خدمات تور بهرمند شدند. رستوران‌ها و دسترسی آسان و اقتصادی این سفر را به یکی از سفرهای جذاب تبدیل می‌کند. تورهای کشتی‌های کروز هنوز هم بهترین راه برای دیدن طبیعت پیچیده و حیات وحش جزایر محسوب می‌گردد.
تنها ۱۱۶ مرکز پذیرای مسافران در گالاپاگوس می‌باشد. ۵۴ مرکز از این مراکز بر روی سطح خشکی واقع شده‌اند و ۶۲ مرکز جهت غواصی عمیق یا غواصی با لوله دخول و خروج هوا در عمق کم می‌باشد. گروه‌های کوچک تنها قادرند در شیفت‌هایی که ۲ تا ۴ ساعته هستند بازدید به عمل بیاورند که مقصود از این شیفت‌ها محدود کردن تأثیرات روی منطقه می‌باشد. تمامی گروه‌ها دارای رهبر تور هستند که دارای گواهینامه تور باشد.